# КМС-79
Жме́ринська колі́йна маши́нна ста́нція № 79 — підприємство, невід'ємна частина Південно-Західної залізниці, яке розташоване у місті Жмеринка, виробнича база на станції Жмеринка-Подільська.
Основна діяльність КМС-79 — виконання колійних ремонтних робіт, а саме: капітальний та середній ремонт колій, капітальний ремонт стрілочних переводів на залізобетонних брусах із застосуванням машин важкого типу УК-25/18, ВПО-3000, ВПРС-02, тракторної техніки, засобами малої механізації.

## Історія КМС-79
16 лютого 1955 року, за наказом № 641 Всесоюзного тресту «Ремколія», була створена Колійна машинна станція № 79 базуванням станція Брянськ Московсько-Київської залізниці.
- Джура-Соколовський Станіслав Анатолійович(06.06.1999 - 09.04.2022) - працівник який загинув у російсько-українській війні, який обороняв завод Азовсталь у Маріуполі.

## Керівний склад
- Приходько Віталій Петрович — 1955;
- Бурман Море Борисович — 1955;
- Апілат Олексій Григорович — 1967-1969;
- Новаковський Микола Максимович — 1981-1990;
- Крайнік Іван Якович — 1990-2009;
- Крупський Станіслав Григорович — 2009-2013;
- Дядюн Микола Іванович — 2013.